# 24153 Девідалекс
24153 Девідалекс (24153 Davidalex) — астероїд головного поясу, відкритий 15 листопада 1999 року.
Тіссеранів параметр щодо Юпітера — 3,449.